# Sziverszkodoneck
Sziverszkodoneck (cirill betűkkel: Сіверськодонецьк), 2024-ig Szjevjerodoneck, 1950-ig Liszhimsztroj területi alárendeltségű város Ukrajna Luhanszki területén. A kelet-ukrajnai háború miatt 2014-től ideiglenesen a terület székhelye az orosz megszállás alatt lévő Luhanszk helyett. A Szjevjerodonecki járás és Szjevjerodoneck község székhelye.

## Népesség
Egyre csökkenő népessége egy 2017-es becslés szerint 106 188 fő volt, 2021-ben 101 000 körül. A város a környező településekkel (pl. Liszicsanszk) együtt mintegy 400 ezer lakosú agglomerációs területet alkot. A Szjevjerodonecki Városi Tanács alárendeltségébe tartozik még további három városi jellegű település (pl. Zarubizsne) és hat falu.

| 2015 | 150 000 |

### Etnikumok
A város lakóinak etnikai hovatartozása a 2001-es népszámláláskor: 
- ukránok: 59%
- oroszok: 38,7%
- belaruszok: 0,6%
- egyéb: 1,7%

## Gazdaság
A Donbassz régió egyik jelentős ipari központja, ahol a vegyipar a domináns ipari ágazat, és az ukrajnai vegyipar központjának (pl. az AZOT nitrogénművek) számít. Emellett műszeripara (pl. számítógépgyár) is jelentős. 

## Története
A település története 1934-ig nyúlik vissza és szorosan összefügg a Liszicsanszki Vegyipari Kombinát építésével. A Liszicsanszkhoz tartozó területen ekkor jelentek meg az építőmunkások első barakkjai. 1935-ben általános iskola épült, ahol később már 150 iskolás tanult, este pedig dolgozók iskolájaként működött.